# Joachim du Chalard

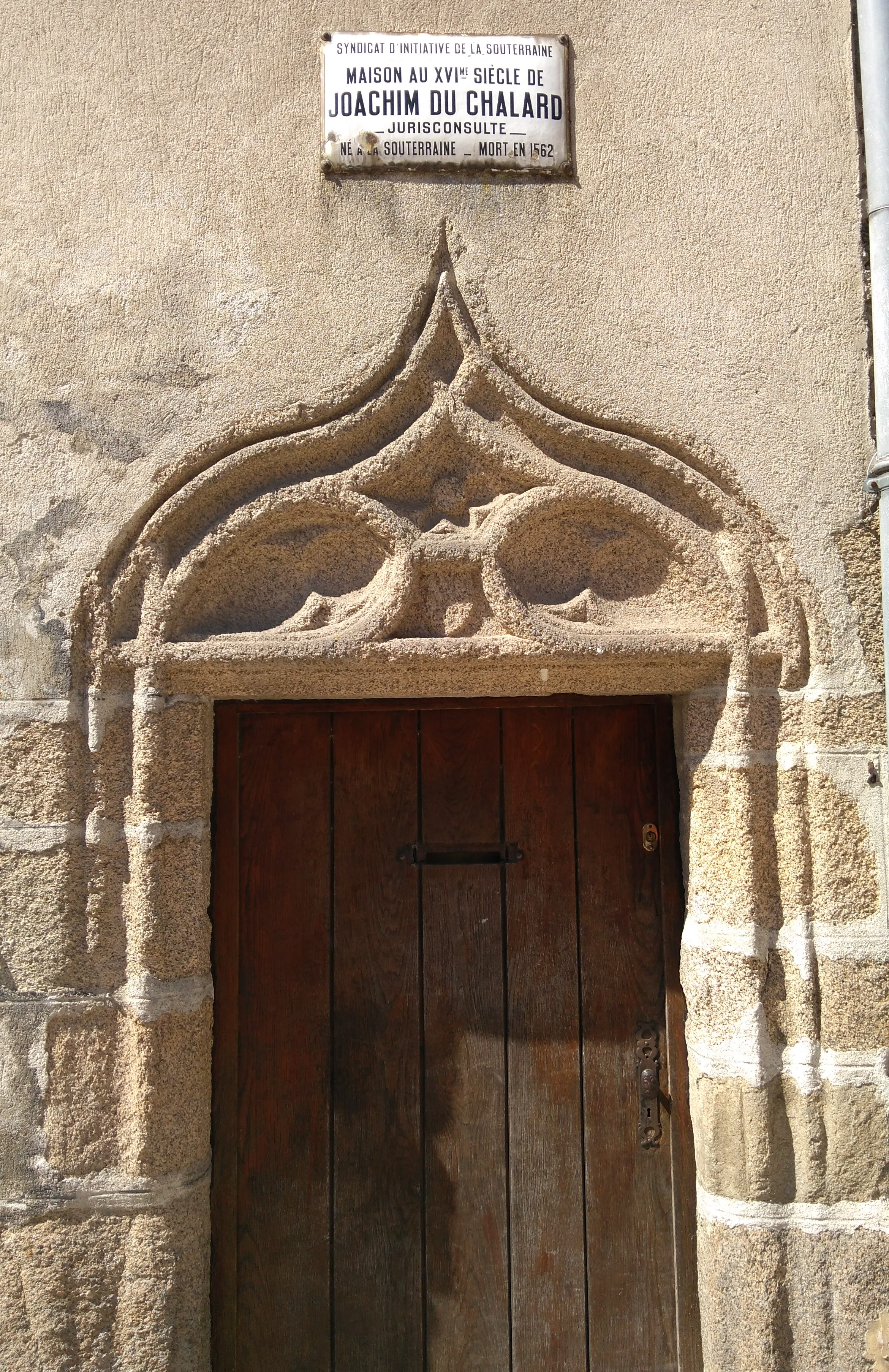
Maison de Joachim du Chalard à La Souterraine

Joachim du Chalard, est un jurisconsulte français originaire de la Marche et mort à La Souterraine en 1562.

## Biographie
Joachim du Chalard était un jurisconsulte du XVIe siècle.
Il serait né à La Souterraine, commune de l'actuel département de la Creuse.
Il devient avocat au Grand Conseil, à Paris.
Au cours de sa carrière, du Chalard eut ainsi l'occasion d'aborder l'étude des questions les plus élevées de l'ordre civil, politique et religieux.
L'ouvrage le plus important qu'il a publié s'intitule Sommaire exposition des ordonnances du roy Charles IX, sur les plaintes des Trois-États tenus à Orléans, l'an 1560. Du Chalard, qui mourut en 1562, survécut peu à la publication de ce livre, que l'on peut ainsi regarder comme une œuvre de maturité et comme le résumé des idées de sa vie. Son ouvrage est structuré en 6 parties : le clergé, la justice, l'université, la fiscalité, le commerce et la noblesse.
Un livre publié de manière anonyme, qui a pour titre Origine des erreurs de l'Église, lui a été attribué par erreur.

## Principaux ouvrages
- Origine des erreurs de l'Eglise
- Sommaire exposition des ordonnances du roy Charles XI, sur les plaintes des Trois-Estats, Paris, L. Brayer, 1562, VII-293 p.

## Publication portant sur Joachim du Chalard
- Louis Duval, Joachim du Chalard, de la Souterraine, et les États-Généraux en 1560, Limoges, H. Ducourtieux, 1871, 46 p.